# ترکویس
ترکویس، روستایی در دهستان قلعه شاهین بخش قلعه شاهین شهرستان سرپل ذهاب در استان کرمانشاه ایران است. این روستا، مرکز دهستان قلعه شاهین است.

## جمعیت
بر پایه سرشماری عمومی نفوس و مسکن در سال ۱۳۹۵، جمعیت این روستا برابر با ۲۵۲ نفر (۸۰ خانوار) بوده‌است.